# وورتسبورگ
وورتس‌بورگ (به آلمانی: Würzburg) شهری در شمال غربی ایالت بایرن آلمان و در فاصله ۲۸۰ کیلومتری مونیخ است. این شهر، فرودگاه ندارد، ولی به خطوط سراسری راه‌آهن آلمان متصل است. از وورتس‌بورگ، دو بزرگ‌راه می‌گذرد. این شهر در مسیر رود ماین قرار داشته و از شهر فرانکفورت ۱۲۰ کیلومتر و از شهر نورنبرگ ۱۱۰ کیلومتر فاصله دارد. مساحت وورتس‌بورگ ۸۷٫۶۳ کیلومتر مربع بوده و در دسامبر سال ۲۰۱۲ جمعیت آن ۱۲۴٬۵۷۷ نفر بوده است.

## تاریخ
وورتس‌بورگ شهری با سابقه تاریخی طولانی است و اولین بار در مدارک تاریخی به سال ۷۰۴ میلادی از آن نام برده شده است. این شهر در سالیان دراز، پایگاه حکومت شاهزاده-اسقف‌های سرزمین بایرن بوده و مرکز قیام دهقان‌ها (قیامی مردمی در سال‌های ۱۵۲۴ تا ۱۵۲۵، بخش بزرگی از جنوب آلمان، شرق فرانسه، اتریش و سوئیس را دربر گرفت) به‌شمار می‌رفت.
در جنگ جهانی دوم، در شب ۱۶ مارس ۱۹۴۵، ۲۲۵ بمب‌افکن انگلیسی در ۱۷ دقیقه ۱٬۱۲۷ تُن بمب را روی مرکز شهر رها کردند که در آن ۹۰٪ شهر نابود شده و ۵٬۰۰۰ نفر از ساکنان که بیشتر زنان، کودکان و سالخوردگان بودند کشته شدند. بازسازی شهر و آثار تاریخی آن پس از پایان جنگ جهانی دوم بی‌درنگ آغاز شد که نزدیک ۲۰ سال طول کشید.

## معماری

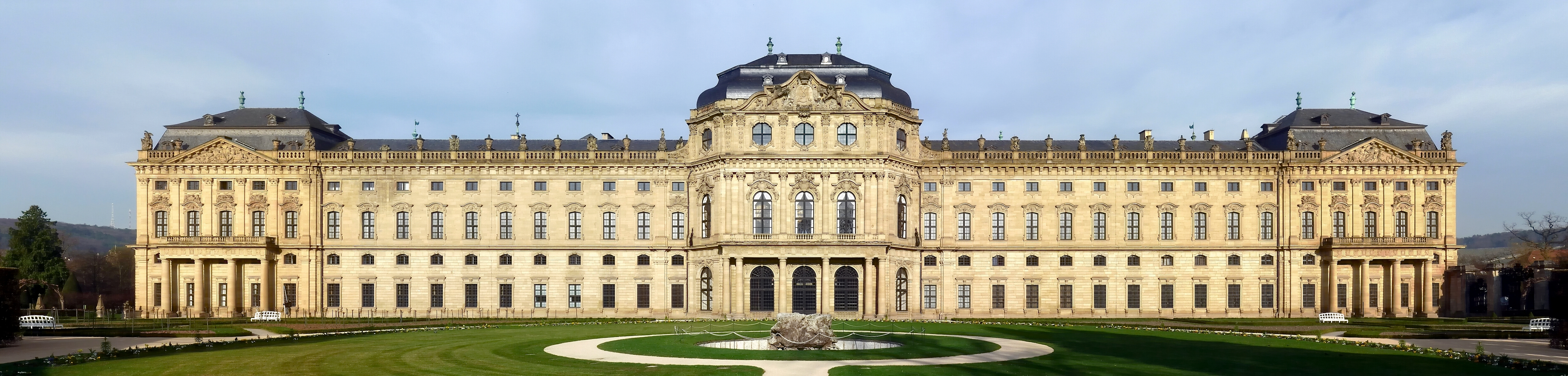
نمای روبروی کاخ رزیدنس و باغ مقابلش.

آثار قدیمی، که بیشتر کلیسا هستند، این شهر را از دید معماری بااهمیت کرده است.
یکی از نکات جالب معماری وورتس‌بورگ، آثاری از سبک‌های گوناگون معماری در کنار هم است؛ کلیسای جامع شهر (Würzburg Cathedral) به سبک رومانِسک، کلیسای ماریِن‌کاپِله (Marienkapelle) به سبک گوتیک، کلیسای نُوی‌باو (Neubaukirche) به سبک رُنِسانس، کلیسای اشتیفت‌هاوگ (Stift Haug Kirche) به سبک باروک و کلیسای سنت آندِرِاس (St. Andreas) به سبک مدرن.
کاخ رزیدنس (Würzburg Residence) که بالتازار نویمان، معمار معروف آلمانی، در سال ۱۷۴۴ به سبک باروک ساخت، در سال ۱۹۸۱ در فهرست میراث جهانی یونسکو ثبت شده است.

## دانشگاه وورتس‌بورگ
دانشگاه یولیوس ماکسیمیلیانس وورتس‌بورگ، یا ساده‌تر، دانشگاه وورتس‌بورگ یکی از قدیمی‌ترین دانشگاه‌های آلمان است. این دانشگاه که در سال ۱۴۰۲ میلادی بنا شد، به نام بنیان‌گذارش، یولیوس اشتر، حاکم منطقه و ماکسیمیلیان، شاه باواریا، که بعد از تسلط حکومت باواریا در این شهر، با کمک مالی به ادامه کار دانشگاه کمک کرد، شناخته می‌شود.
ویلهلم رونتگن، کاشف پرتو ایکس، در دانشکده فیزیک این دانشگاه درس می‌داد و در آزمایشگاه همین دانشگاه، این اشعه را کشف کرد.
شیمی‌دان‌های بزرگی مانند آرنیوس، جودی فیشر، بوخنر و نرنست نیز از همین دانشگاه بوده‌اند.

## نگارخانه

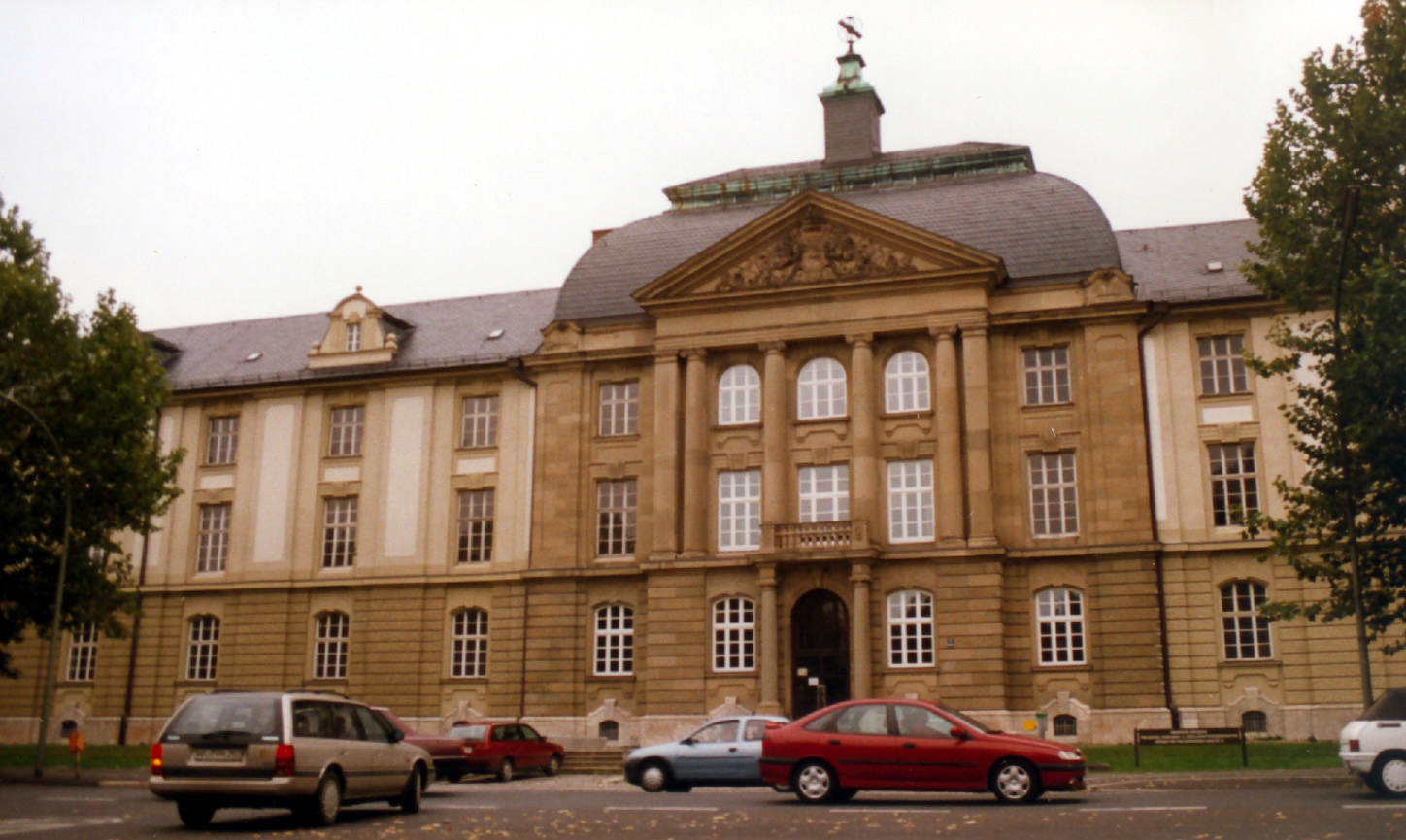
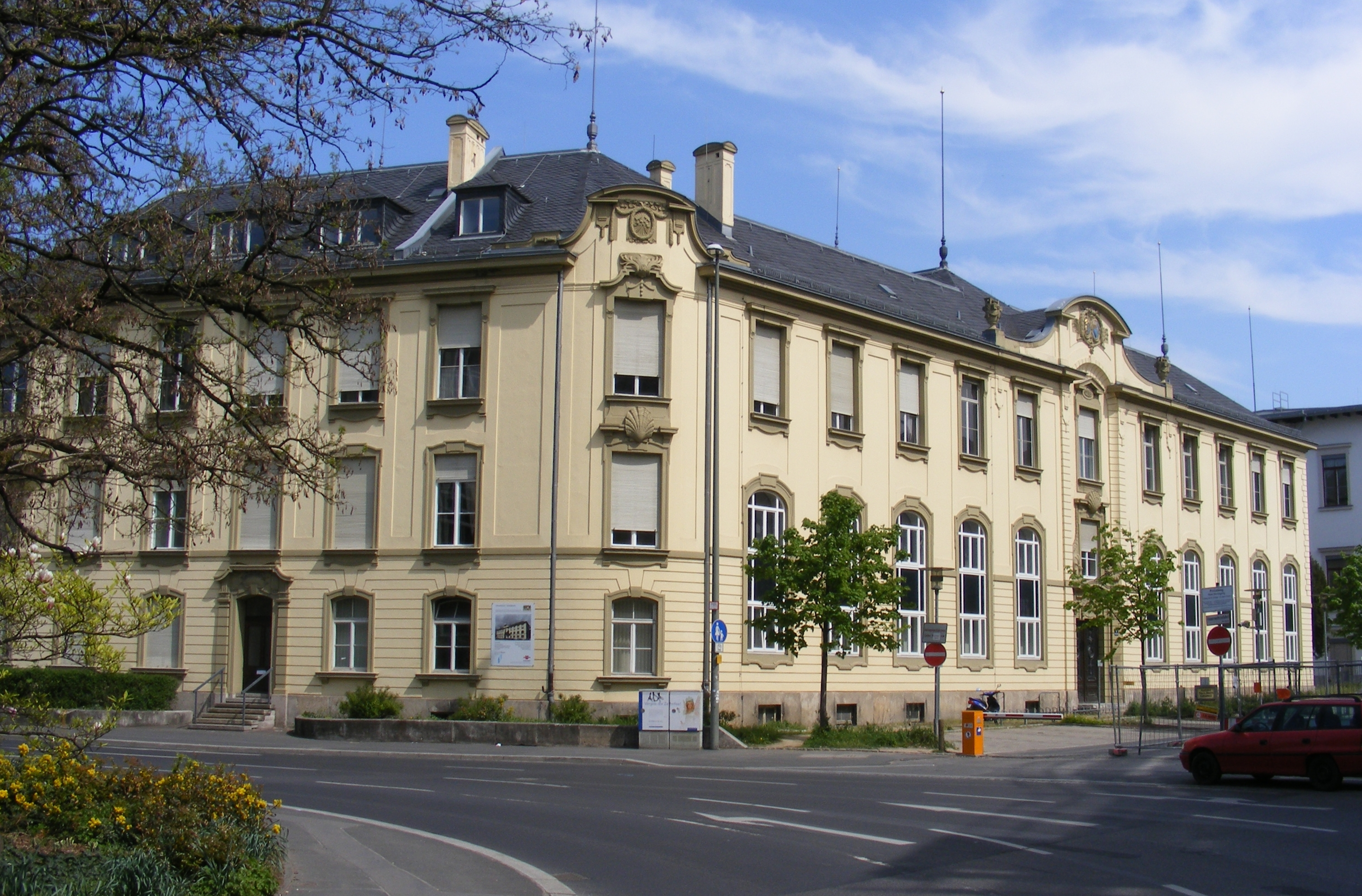
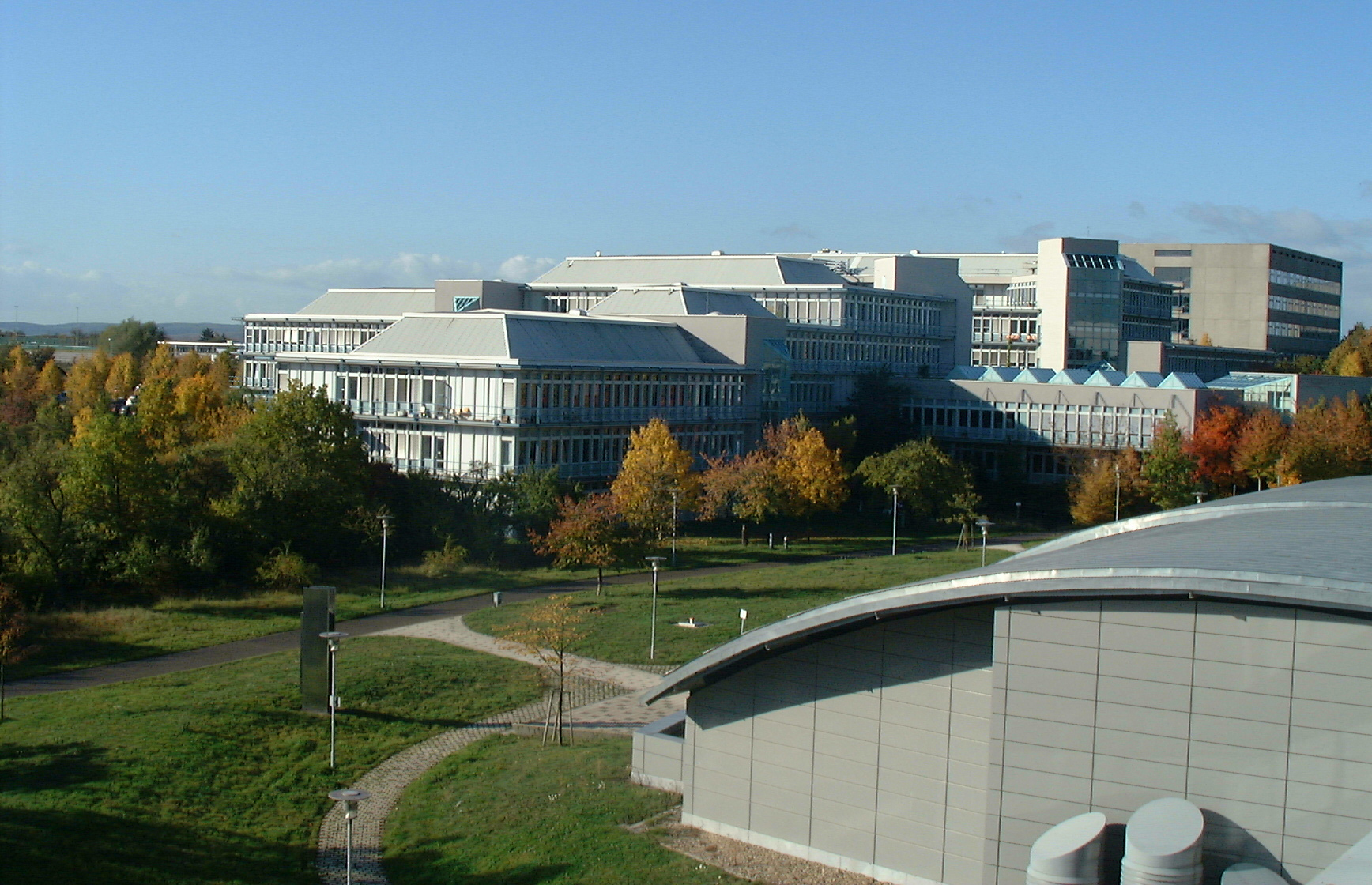
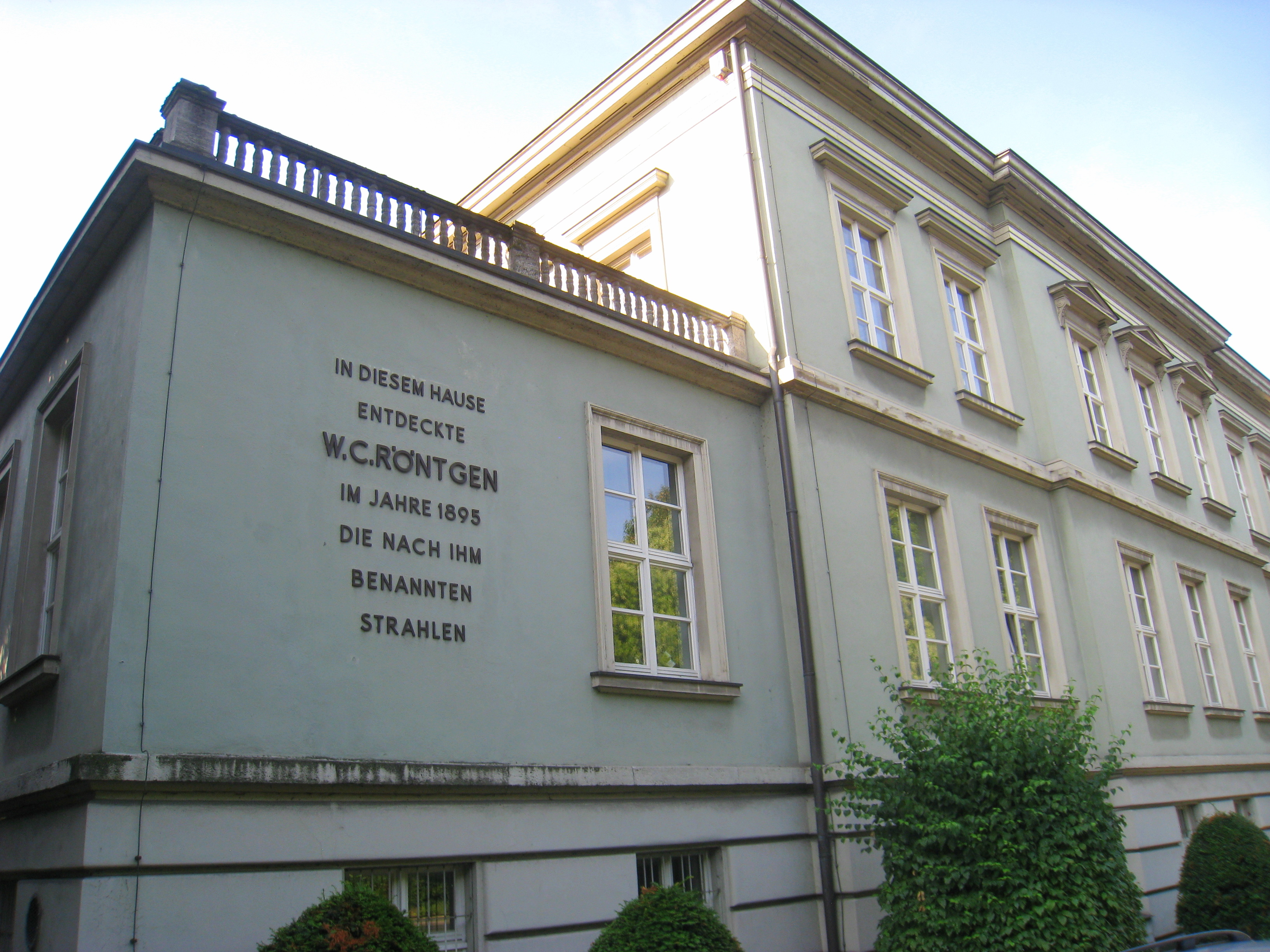